# B₀
B0, c'est-à-dire "B indice zéro", est généralement utilisé en imagerie par résonance magnétique pour désigner le vecteur de magnétisation net. Bien qu'en physique et en mathématiques la notation pour représenter une quantité physique puisse être arbitraire, il est généralement admis dans la littérature, telle que la Société internationale pour la résonance magnétique en médecine, que B0 représente la magnétisation nette. Ceci est particulièrement important dans les domaines scientifiques où les champs magnétiques sont importants tels que la spectroscopie. Par convention, B0 est interprété comme une quantité vectorielle pointant dans la direction z, avec les axes cartésiens x et y suivants orientés avec la règle de la main droite. 
B0 est également le symbole souvent utilisé pour désigner la magnétisation de référence dans laquelle les équations avec des champs électromagnétiques sont normalisées. 